# San Juan Capistrano
San Juan Capistrano è un centro abitato (city) degli Stati Uniti d'America, situato nella contea di Orange dello Stato della California.